# Dr. Mablues and the Detail Horns
Dr. Mablues and the Detail Horns ist eine süddeutsche Rhythm-and-Blues-Band, die im Jahr 1985 in Waiblingen, Baden-Württemberg gegründet wurde.

## Bandgeschichte
Höhepunkte ihrer musikalischen Karriere waren das Konzert vor 13.000 Zuschauern auf der Custom Bike Show in Dymchurch/GB und das Bridgeport Rhythm-’n’-Blues-Festival in Connecticut/USA, wo Dr. Mablues im Mai 1997 als einzige europäische Band gemeinsam mit Chic, Ashford & Simpson, den Commodores und Isaac Hayes auftraten. Auf dem Montreux Jazz Festival wurden sie bei ihrem ersten Auftritt als „die Entdeckung“ gefeiert. Beim SWR Hotjazz Festival 2000 wurde Dr. Mablues vom Publikum aus 27 Bands zu ihrem Favoriten gewählt, der SWR verlieh ihnen darauf den Audience Award 2000.

## Diskographie

### Alben
- 1990: Whatchamacallit (CHAOS)
- 1993: Live (CHAOS)
- 1995: Rollin’ Down The Road (Deshima Music / BMG; in A: EMV edel, in CH: Musikvertrieb)
- 1998: Ain’t Wastin’ Time (Deshima Music / BMG; in A: EMV edel, in CH: Musikvertrieb)
- 2000: 15 years ... live (Schwabenpower)
- 2005: Get Your Backup (Selbstvertrieb)
- 2005: Hardchor (Selbstvertrieb)
- 2010: Reason to Moan

### DVD
- Das Geburtstagskonzert, 20 Jahre lebendig auf der Bühne, 2007 (Selbstvertrieb)